# Темістокліс Софуліс
Темістоклі́с Софу́ліс (грец. Θεμιστοκλής Σοφούλης; 1860 — 24 червня 1949) — грецький політик, прем'єр-міністр країни.

## Ранні роки
Народився 1860 року в місті Ваті, на острові Самос. Вивчав філософію в Афінському університеті, а потім — археологію в Німеччині.

## Вступ до політики
1900 року був обраний до острівного парламенту. За два роки став головою парламенту, а фактично — прем'єр-міністром острова. Послідовно виступав за вихід з-під влади Османської імперії.
1908 року Софуліс був змушений переїхати до Греції. Після початку Першої Балканської війни Софуліс висадився на рідному острові з групою засланих Самоситів та швидко узяв Самос під свій контроль: османський гарнізон відійшов до Анатолії. 24 листопада 1912 року острівний парламент офіційно проголосив союз із Грецією.

## Велика політика
Офіційно об'єднання відбулось 2 березня 1913 року. Софуліс залишався на посту голови тимчасового уряду Самоса до квітня 1914, після чого отримав посаду генерал-губернатора Македонії. Він залишався у Фессалоніках до лютого 1915, до відставки Венізелоса з посту прем'єр-міністра.
1915 року був вперше обраний до грецького Парламенту. Також обіймав пост міністра внутрішніх справ у кабінеті Венізелоса у Фессалоніках за часів «національного розколу». Після вигнання з країни короля Костянтина I Венізелос разом зі своїм урядом повернувся до Афін, де Софуліс отримав пост голови Парламенту. Цю посаду він обіймав до 1920 року.

## Лідер Ліберальної партії
Після відбуття Венізелоса з країни Софуліс став новим лідером Ліберальної партії. Вперше очолив уряд 25 липня 1924.
1926, після усунення від влади Теодороса Пангалоса, знову став спікером, цю посаду обіймав до 1928 року, коли Венізелос здобув перемогу на виборах. Після цього він займав пост військового міністра до 1930 року, тоді був переобраний на пост спікера. Всі ці роки він був лідером Ліберальної партії. Був спікером до виборів 1933 року, коли ліберали зазнали поразки від Народної партії та було сформовано новий уряд на чолі з Панаїсом Цалдарісом.
Під час драматичних подій, що призвели до відставки Цалдаріса та відновлення монархії, Софуліс витримував помірковану позицію. 16 березня 1936 року був переобраний спікером. Того ж року підписав сумнозвісний пакт із Комуністичною партією.
За часів диктатури Метаксаса Софуліс тримався осторонь від політики. Під час фашистської окупації залишався досить пасивним, хоч і підтримував контакти з союзниками на Близькому Сході. 19 травня 1944 року був заарештований німецькою адміністрацією й потрапив до концентраційного табору Гайдарі, де пробув до визволення країни у жовтні того ж року.
Обіймав пост глави грецького уряду з моменту визволення до квітня 1946 року, проте наступні вибори програв. Втретє став прем'єр-міністром 1947 та займав цей пост до самої своєї смерті 1949 року.